# Мідвей (фільм)
«Мідвей» (англ. Midway) — американська воєнна драма з елементами фільму-катастрофи. Сюжетне продовження фільму Тора! Тора! Тора!.

## Сюжет
Ця масштабна стрічка розповідає про ще одну, не відому для нас, сторінку Другої світової війни — битву за острів Мідвей у Тихому океані, яку війська США виграли у Японії.
Головний герой (Чарлтон Гестон) — високопоставлений військовик, який, окрім військових обов'язків та власних клопотів, змушений вирішувати проблеми свого сина — теж військовика, льотчика. Молодик закохався у дівчину, яка давно вже приїхала з батьками з Японії, але тепер все одно може потрапити у табір для інтернованих осіб. Він занепокоєний долею коханої та її батьків. У фільмі чудово зняті батальні сцени та надзвичайний акторський склад.

## У ролях
- Чарлтон Гестон — капітан Метью Гарт
- Генрі Фонда — адмірал Честер Німіц
- Джеймс Коберн — капітан Вінтон Маддокс
- Гленн Форд — контр-адмірал Реймонд Спрюенс
- Гел Голбрук — командер Джозеф Рошфор
- Роберт Мітчем — віце-адмірал Вільям Голсі
- Кліфф Робертсон — командер Карл Джессоп
- Роберт Вагнер — лейтенант-командер Ернест Л. Блейк
- Роберт Веббер — контр-адмірал Френк Джек Флетчер
- Гленн Корбетт — капітан-лейтенант Джон С. Волдрон
- Едвард Альберт — лейтенант Томас Гарт
- Дебні Коулмен — капітан Мюррей Арнольд
- Ерік Естрада — прапорщик Рамос «Чілі Боби»
- Том Селлек —  помічник капітана Сімард
- Тосіро Міфуне — адмірал Ісороку Ямамото